# Калоянці
Калоя́нці (болг. Калоянци) — село в Кирджалійській області Болгарії. Входить до складу общини Кирджалі.

## Населення
За даними перепису населення 2011 року у селі проживали 347 осіб.
Національний склад населення села:
| Національність   | Кількість осіб | Відсоток |
| ---------------- | -------------- | -------- |
| турки            | 341            | 98,8%    |
| болгари          | 4              | 1,2%     |
| цигани           | 0              | 0%       |
| інша             | 0              | 0%       |
| не визначились   | 0              | 0%       |
| Всього відповіли | 345            |          |

Розподіл населення за віком у 2011 році:
Динаміка населення: